# Unterwachingen
Unterwachingen es un municipio situado en el distrito de Alb-Danubio, en el estado federado de Baden-Wurtemberg (Alemania). Tiene una población estimada, a mediados de 2024, de 195 habitantes.